# D'Amico Utensilnord
L'equip D'Amico Utensilnord (codi UCI: AZT), conegut anteriorment com a Area Zero, és un equip ciclista italià, de ciclisme en ruta. Creat al 2014, té categoria continental.

## Principals resultats
- Gran Premi Südkärnten: Andrea Pasqualon (2016)
- Ronda de l'Oise: Antonio Parrinello (2016)
- Copa dels Carpats: Antonio Parrinello (2016)

### A les grans voltes
- Giro d'Itàlia
  - 0 participacions

- Tour de França
  - 0 participacions

- Volta a Espanya
  - 0 participacions

## Composició de l'equip
| \| Llista de l'equip 2016 \| Llista de l'equip 2016 \| Llista de l'equip 2016 \| Llista de l'equip 2016 \| \| Ciclista \| Data de naixement \| Equip previ \| \| \| ---------------------- \| ---------------------- \| ----------------------------------- \| ---------------------- \| \| Francesco Baldi \| 14 de febrer de 1996 \| \| \| \| Giorgio Bocchiola \| 22 de gener de 1989 \| \| \| \| Fabio Chinello \| 2 de febrer de 1989 \| \| \| \| Paolo Ciavatta \| 6 de novembre de 1984 \| Acqua & Sapone (2012) \| \| \| Giuseppe Correale \| 27 de gener de 1997 \| \| \| \| Pietro Di Genova \| 15 de setembre de 1997 \| \| \| \| Nicola Genovese \| 29 de setembre de 1993 \| \| \| \| Daniel Ginés \| 26 de gener de 1994 \| \| \| \| Adrià Guerrero \| 5 de novembre de 1995 \| \| \| \| Igli Kuci \| 26 de octubre de 1994 \| \| \| \| Davide Leone \| 10 de agost de 1996 \| \| \| \| Luis Mora \| 23 de novembre de 1994 \| \| \| \| Iltjan Nika \| 23 de març de 1995 \| \| \| \| Antonino Parrinello \| 2 de octubre de 1988 \| Androni Giocattoli-Venezuela (2014) \| \| \| Marco Tizza \| 6 de febrer de 1992 \| \| \| \| Fabio Tommassini \| 18 de setembre de 1990 \| \| \| \| \| \| \| \| \| Font: ProCyclingStats \| \| \| \|Nota: Francesco Baldi Nota: Giorgio Bocchiola |                        |                                     |  |
| Llista de l'equip 2016 |                        |                                     |  |
| Ciclista | Data de naixement      | Equip previ                         |  |
| Francesco Baldi | 14 de febrer de 1996   |                                     |  |
| Giorgio Bocchiola | 22 de gener de 1989    |                                     |  |
| Fabio Chinello | 2 de febrer de 1989    |                                     |  |
| Paolo Ciavatta | 6 de novembre de 1984  | Acqua & Sapone (2012)               |  |
| Giuseppe Correale | 27 de gener de 1997    |                                     |  |
| Pietro Di Genova | 15 de setembre de 1997 |                                     |  |
| Nicola Genovese | 29 de setembre de 1993 |                                     |  |
| Daniel Ginés | 26 de gener de 1994    |                                     |  |
| Adrià Guerrero | 5 de novembre de 1995  |                                     |  |
| Igli Kuci | 26 de octubre de 1994  |                                     |  |
| Davide Leone | 10 de agost de 1996    |                                     |  |
| Luis Mora | 23 de novembre de 1994 |                                     |  |
| Iltjan Nika | 23 de març de 1995     |                                     |  |
| Antonino Parrinello | 2 de octubre de 1988   | Androni Giocattoli-Venezuela (2014) |  |
| Marco Tizza | 6 de febrer de 1992    |                                     |  |
| Fabio Tommassini | 18 de setembre de 1990 |                                     |  |
| |                        |                                     |  |
| Font: ProCyclingStats |                        |                                     |  |

| \| Llista de l'equip 2017 \| Llista de l'equip 2017 \| Llista de l'equip 2017 \| Llista de l'equip 2017 \| \| Ciclista \| Data de naixement \| Equip previ \| \| \| ---------------------------------------- \| ---------------------- \| ---------------------- \| ---------------------- \| \| Federico Canuti (15 de març–31 de des) \| 30 de agost de 1985 \| Cannondale (2013) \| \| \| Ettore Carlini \| 27 de agost de 1989 \| \| \| \| Sebastián Caro (15 de març–31 de des) \| 21 de setembre de 1991 \| \| \| \| Giuseppe Correale (15 de març–31 de des) \| 27 de gener de 1997 \| \| \| \| Pietro Di Genova \| 15 de setembre de 1997 \| \| \| \| Nicola Genovese \| 29 de setembre de 1993 \| \| \| \| Marcello Merlino \| 22 de febrer de 1997 \| \| \| \| Luca Milano (22 de març–31 de des) \| 3 de juny de 1997 \| \| \| \| Francesco Petrini \| 3 de novembre de 1997 \| \| \| \| Angelo Raffaele \| 20 de abril de 1991 \| \| \| \| Nicolas Samparisi \| 1 de abril de 1992 \| \| \| \| Samuele Simoncini \| 9 de juny de 1976 \| \| \| \| Fabio Tommassini \| 18 de setembre de 1990 \| \| \| \| Angelo Vitiello \| 14 de febrer de 1998 \| \| \| \| \| \| \| \| \| Font: ProCyclingStats \| \| \| \| |                        |                   |  |
| Llista de l'equip 2017 |                        |                   |  |
| Ciclista | Data de naixement      | Equip previ       |  |
| Federico Canuti (15 de març–31 de des) | 30 de agost de 1985    | Cannondale (2013) |  |
| Ettore Carlini | 27 de agost de 1989    |                   |  |
| Sebastián Caro (15 de març–31 de des) | 21 de setembre de 1991 |                   |  |
| Giuseppe Correale (15 de març–31 de des) | 27 de gener de 1997    |                   |  |
| Pietro Di Genova | 15 de setembre de 1997 |                   |  |
| Nicola Genovese | 29 de setembre de 1993 |                   |  |
| Marcello Merlino | 22 de febrer de 1997   |                   |  |
| Luca Milano (22 de març–31 de des) | 3 de juny de 1997      |                   |  |
| Francesco Petrini | 3 de novembre de 1997  |                   |  |
| Angelo Raffaele | 20 de abril de 1991    |                   |  |
| Nicolas Samparisi | 1 de abril de 1992     |                   |  |
| Samuele Simoncini | 9 de juny de 1976      |                   |  |
| Fabio Tommassini | 18 de setembre de 1990 |                   |  |
| Angelo Vitiello | 14 de febrer de 1998   |                   |  |
| |                        |                   |  |
| Font: ProCyclingStats |                        |                   |  |

## Classificacions UCI

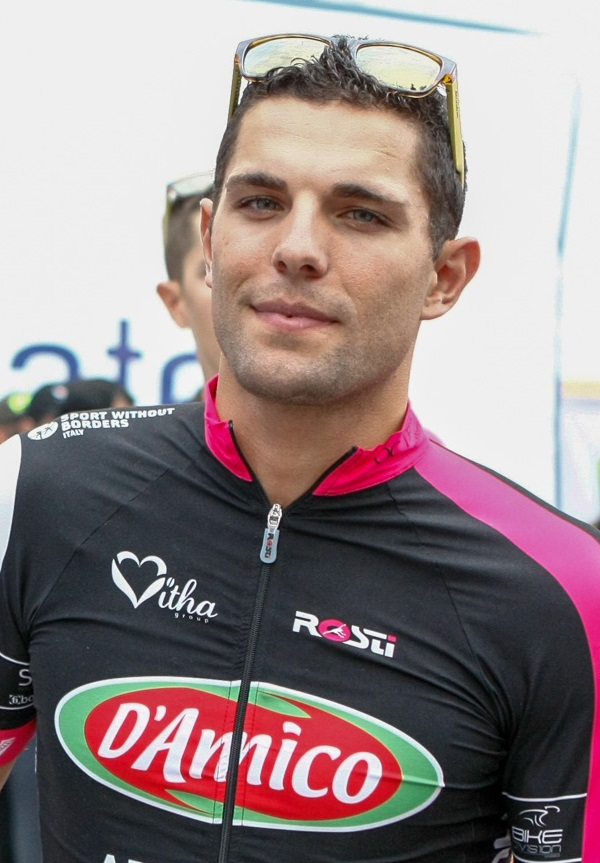
Andrea Pasqualon al 2014

L'equip participà en els Circuits continentals de ciclisme des del 2015. La següent classificació estableix la posició de l'equip en finalitzar la temporada.
UCI Amèrica Tour
| Temporada | Classificació per equips | Millor ciclista en la classificació individual |
| --------- | ------------------------ | ---------------------------------------------- |
| 2014      | 29è                      | Andrea Pasqualon (244è)                        |

UCI Europa Tour
| Temporada | Classificació per equips | Millor ciclista en la classificació individual |
| --------- | ------------------------ | ---------------------------------------------- |
| 2014      | 38è                      | Andrea Pasqualon (63è)                         |
| 2015      | 65è                      | Antonio Parrinello (84è)                       |
| 2016      | 43è                      | Marco Tizza (149è)                             |
| 2017      | 111è                     | Ettore Carlini (807è)                          |